# 王連 (蜀漢)
王 連（おう れん、? - 224年）は、中国後漢末期から三国時代にかけての政治家。字は文儀。荊州南陽郡の出身。蜀書に伝がある。子は王山。

## 略歴
劉璋の時代に益州に移り、梓潼県令に任命された。建安18年（213年）、劉備軍は葭萌から成都に侵攻を開始し、南進して梓潼に到ったが、王連は城門を閉ざして降伏しなかった。劉備はこれを義と感じて強いて攻めようとはしなかった。
益州平定後に劉備から、什邡県令、のち広都県令に任命され、それぞれの地で治績をあげた。その後、司塩校尉に昇進した。彼の下で行われた塩と鉄の専売により、国庫の収入は大幅に増加した。また、良才を持った者を典曹都尉として取り立てた。呂乂・杜祺・劉幹らが後に高位に上ったのは、王連が抜擢したことによるものだった。蜀郡太守・興業将軍に昇進した後も、引き続き塩府の仕事を担当した。建興元年（223年）、屯騎校尉・丞相長史となり、平陽亭侯に封ぜられた。
益州南方の四郡が呉と通じて大規模な反乱を起こすと、諸葛亮は自ら軍を率いて鎮圧しようとした。王連は「南方は不毛の荒れ地で、風土病が蔓延しています。一国の期待を担う者が危険を犯すべきではありません」と諫言した。諸葛亮は緒将の才略が自分に及ばないことを心配し、あくまで出陣を主張した。これに対し、王連は懇切を尽くして持論を繰り返したため、彼の存命中は諸葛亮も成都に留まっていた。しかし、王連はまもなく亡くなったため、建興3年（225年）に諸葛亮は南征を決行した。
子の王山が跡を継ぎ、後に江陽太守となった。
陳寿は、その節義は固く移ろわなかったと評している。また季漢輔臣賛では、その行いは世の規範であり、軍資を増やして職務を全うしたと称えている。
柿沼陽平は王連を卓越した財務官僚として評価し、彼の死後に不振となった専売制の代わりとなる新たな財源を求めて、諸葛亮は南征に踏み切ったのではないか、と推測している。
小説『三国志演義』では、南征に向かおうとした諸葛亮を諌める場面のみの登場となっている。

## 参考書籍
- 『三国志』蜀書 王連伝、呂乂伝